# 中国南方航空327号班机

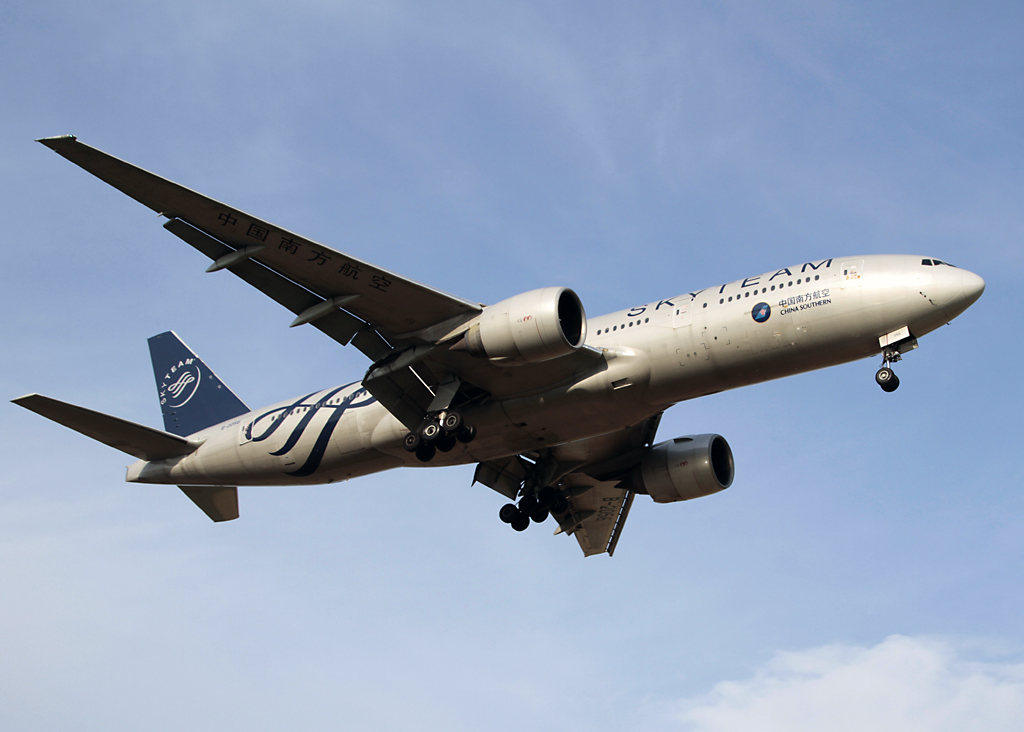
执行首班CZ327的B-2056后改为天合联盟涂装

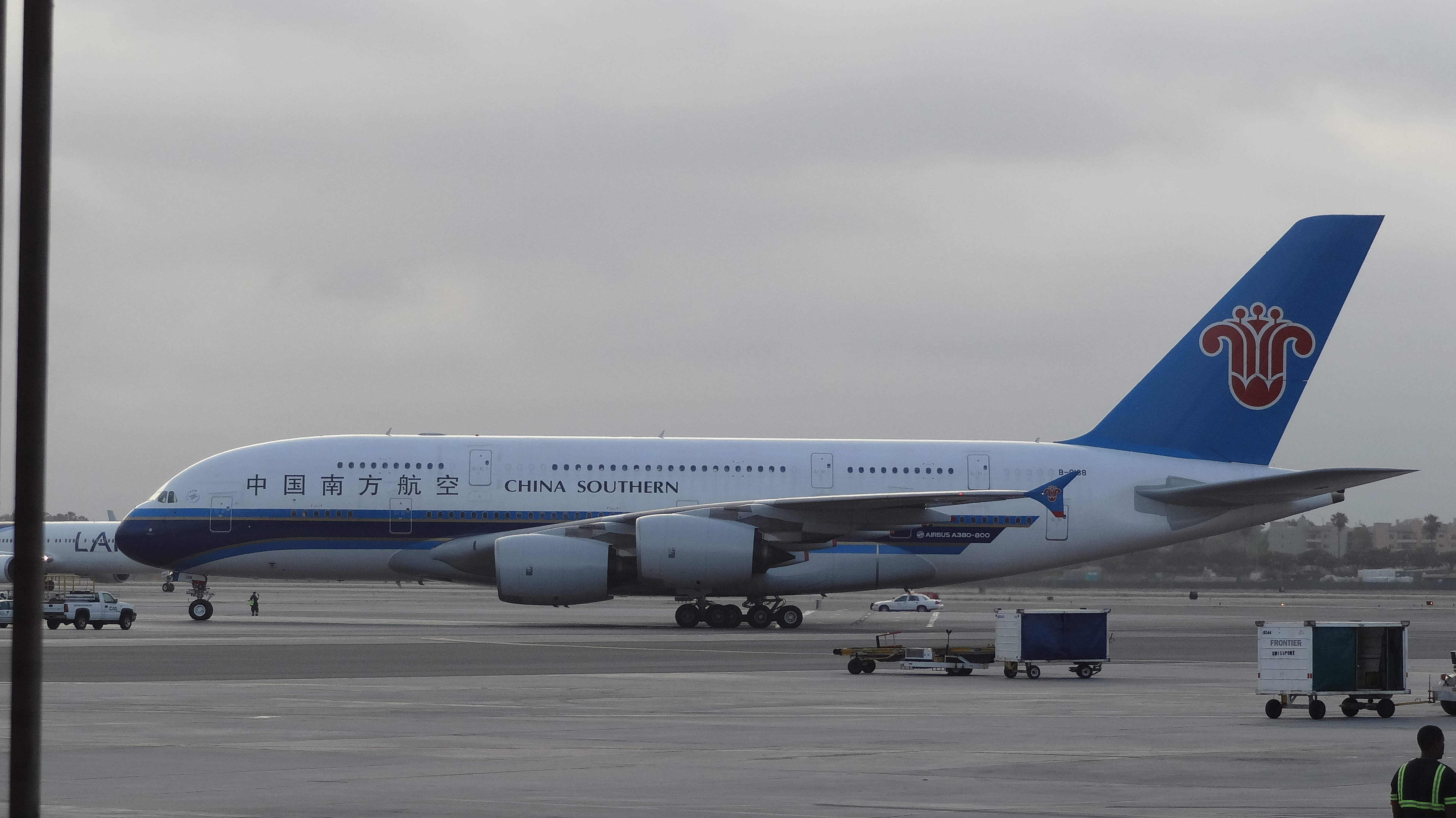
以前担当CZ327/328号班机的A380在洛杉矶

中国南方航空327号班机（简称CZ327）是中国南方航空运营的一个国际航班，由中国广州白云国际机场飞往美国洛杉矶国际机场，自1997年7月20日首航，飞行距离约12200公里，飞行时间约13小时。运营初期采用波音777-21BER客机执飞，是全球第一个采用双发喷射客机执行跨太平洋的不经停商业运营航班；2012年10月12日起，航班改用空中客车A380客机执飞，将成为中国由该款客机执飞的首条远程定期国际航班。

## 背景
此前，由于占世界海洋总面积49.8%的太平洋地理环境复杂，可用的备降机场很少，飞机甚至飞2到3小时都没有可用的备降机场。这对飞机和发动机的性能以及航空公司的运行保障水平要求较高，特别是对航空公司签派放行的可靠性、飞行跟踪能力、控制能力的要求更高，因此这些航线历来都是由三发/四发飞机来承担，而双发飞机不经停跨太平洋商业飞行，国际上从无先例。为了保证双发飞机安全飞行，国际民航组织专门制定了一项ETOPS标准。因为与三发和四发飞机相比，双发飞机在空中发生一发故障或熄火时，就只剩下一具发动机工作，其风险相对就要大些。所以，在国际民航管理条例中特别规定，当双发飞机的一具发动机或主要系统发生故障时，要求飞机能在剩余一具发动机工作的情况下，在规定时间内飞抵最近的备降机场。这就是通常所说的ETOPS——双发延程飞行的要求。而180分钟ETOPS则是指在上述情况下，飞机单发飞往备降机场所规定的时间不能超过180分钟。过去ETOPS航线主要分布在北大西洋航空运输市场，20世纪90年代后，美国与亚洲地区一些国家与地区签订了新的飞行服务协议、采取天空开放政策，使北美和亚洲的城市间增加点到点的新航线成为现实需求。

## 机型

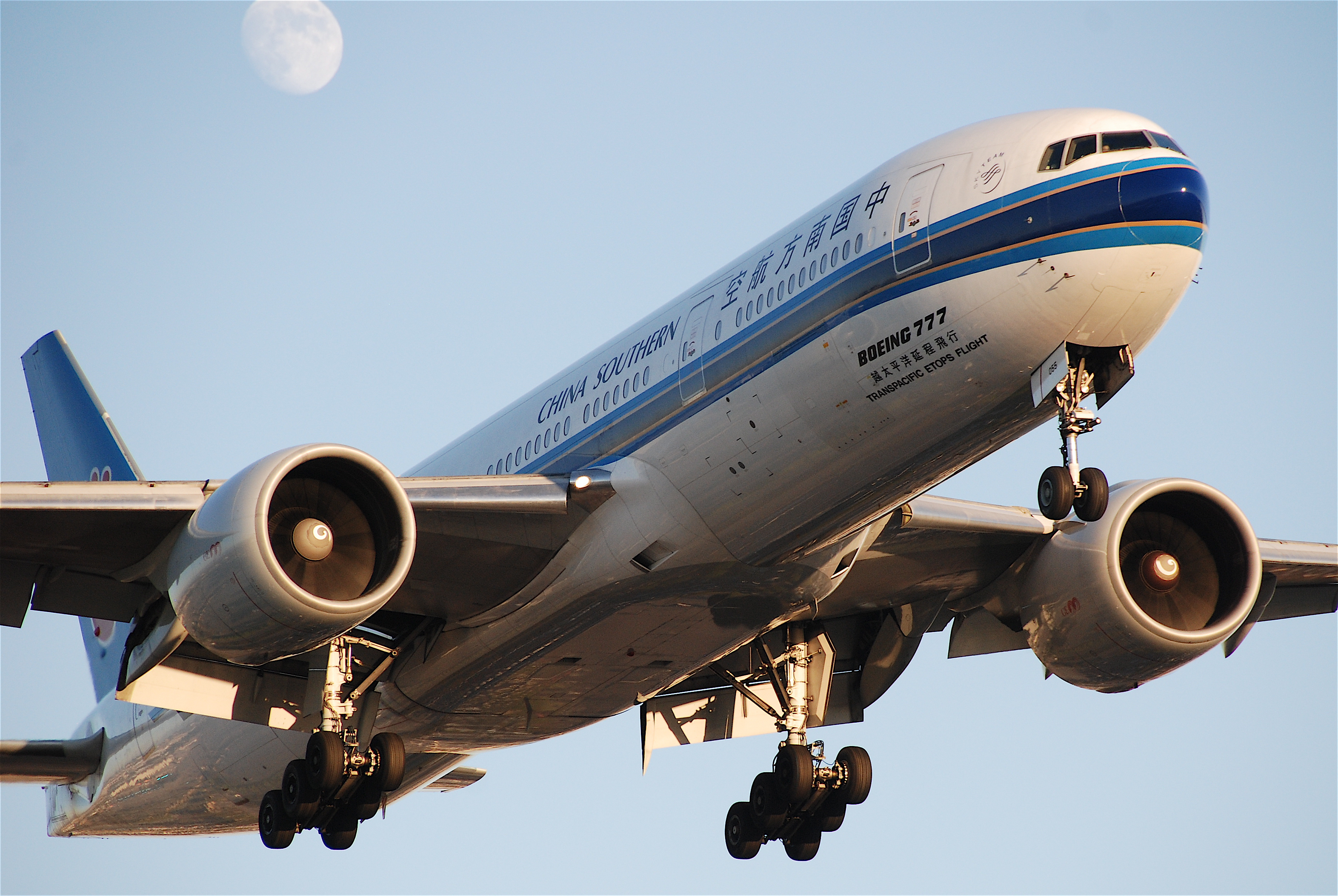
符合ETOPS验证的南航波音777-21BER客机在洛杉矶国际机场

中国南方航空于1992年底订购了6架波音777客机，包括两架可执行跨洋航线的777-21BER机型，成为该机型在中国的首个启动用户。波音777是第一种为远程飞行而设计的双发喷气客机，所以在设计阶段就把获得180分钟ETOPS的批准作为目标之一。它的市场目标是满足航空公司对尺寸介于波音767-300和波音747-400之间的客机的需求。波音777的全部设计和飞行性能经验证后，成为民用航空史上首架在投入运营之前即获得双发延程飞行（ETOPS）批准的飞机，并成为波音777飞机在远程客机市场竞争中的一个重要卖点。
1995年，中国南方航空接收首架波音777飞机，即已开始冲击这一业界记录的各项准备。1997年初，首架波音777-21BERB型飞机交付南航使用，南航旋即启动双发飞机跨太平洋商业飞行计划，并在飞机上喷涂醒目的「越太平洋延程飞行」大字，显示决心。中国南方航空订购的波音777-21BER型飞机安装有两具通用电气GE90大推力发动机，自动化、电子化程度很高。为了提高运行保障水平，南航还于1995年斥资上亿元人民币建设了后来荣获「国家科技进步二等奖」的运行控制系统（SOC）。该系统可随时实现与飞行在大洋上空的飞机的空地通讯，确保飞机从地面随时随地取得联络支持。

## 首航
1997年7月20日19时25分，执飞CZ327航班的中国南方航空总飞行师杨元元驾驶着飞机号为B-2056的波音777-21BER客机，从白云国际机场起飞，飞行13小时13分钟后，在洛杉矶国际机场安全着陆，完成了波音777历史上第一次跨太平洋延程商业飞行。开航初期，该班机每周三、五、日飞航，后来改为每天飞航。

## 后续

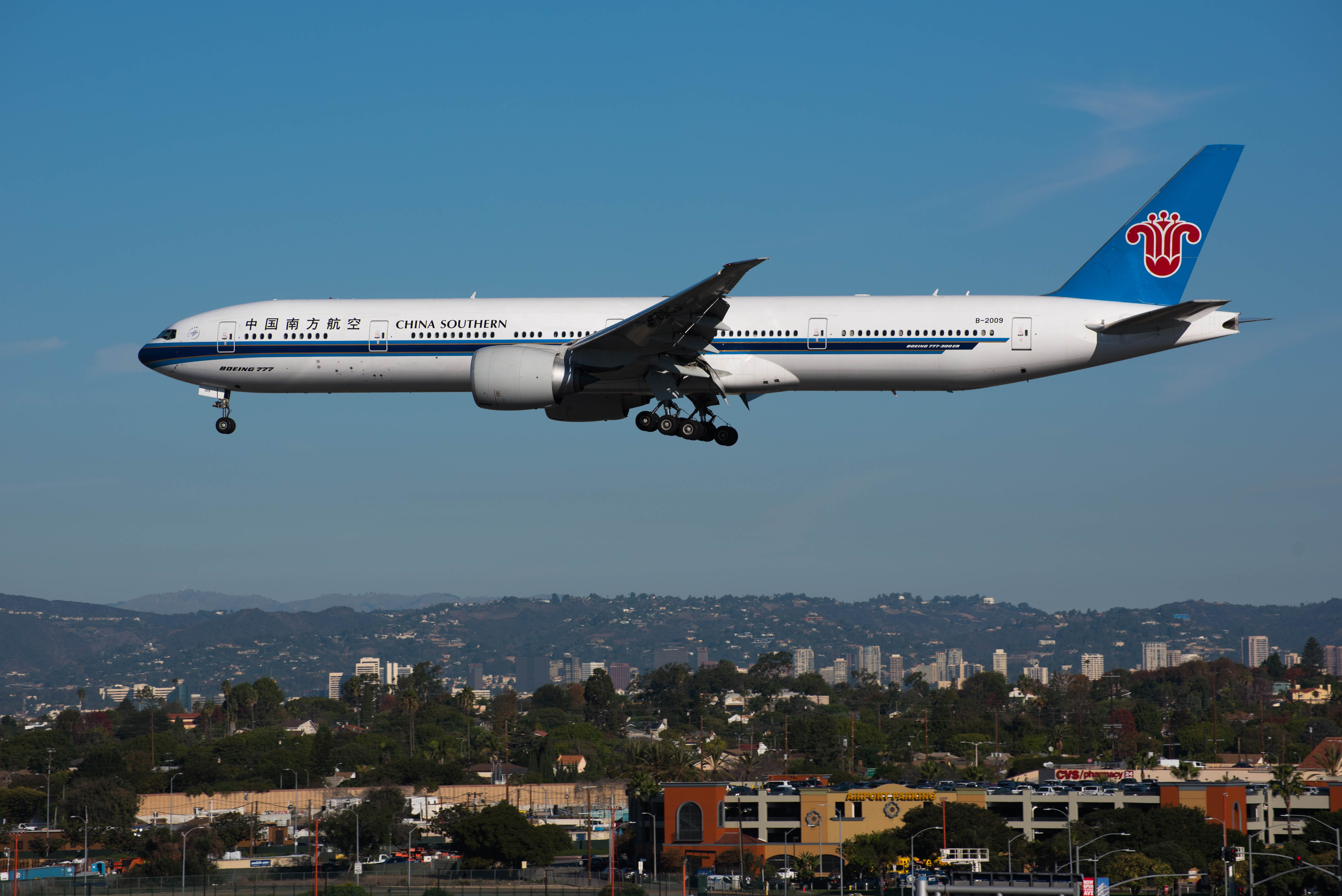
CZ621号班机在洛杉矶国际机场进近

执行本次首航的波音777客机(B-2056)已于2014年末退出运营。南航于2015年6月在广州-洛杉矶间增加CZ621/622号班机，由波音777-300ER担当，南航波音777得以重返洛杉矶。